# Драге (Раковица)
Драге су насељено мјесто у општини Раковица, на Кордуну, у Карловачкој жупанији, Република Хрватска.

## Географија
Драге се налазе око 2 км сјеверно од Раковице.

## Историја
Драге су се од распада Југославије до августа 1995. године налазиле у Републици Српској Крајини. До територијалне реорганизације у Хрватској насеље се налазило у саставу бивше велике општине Слуњ.

## Становништво
Према попису становништва из 2011. године, насеље Драге је имало 26 становника.
| Демографија | Демографија | Демографија |
| Година      | Становника  | Становника  |
| ----------- | ----------- | ----------- |
| 1971.       | 128         |             |
| 1981.       | 0           |             |
| 1991.       | 0           |             |
| 2001.       | 30          |             |
| 2011.       |             | 26          |

- напомене:

Драге настале издвајањем из насеља Раковица 2001. године. Исказује се као дио насеља од 1880. године. У 1880, 1981. и 1991. подаци садржани у насељу Раковица.